# 承勳
承勳，杭阿坦氏，漢姓趙，字鼎銘，号仲放，一号赞臣。京口駐防蒙古鑲白旗人，清末官員。
同治十二年（1873年）癸酉科舉人，光緒十八年（1892年）壬辰科三甲進士，同年五月，签分广东即补知縣，署肇庆府開平縣知縣。

## 家庭
- 胞兄成都府通判承霖。
- 其子光緒乙未科進士豐和。
- 妻陶唐郡氏（父内务府镶黄旗汉军、四川黔江縣知县愉曾，祖父江西饒州府知府豫鼎，曾祖伯嘉慶十四年（1809年）己巳恩科进士敏惪）。